# Physacanthus
Physacanthus biljni rod iz porodice Acanthaceae smješten u vlastiti tribus Physacantheae, dio potporodice Acanthoideae. Postoji 3 vrste iz tropske Afrike.
Rod je opisan u Genera Plantarum 2: 1085. 1876. Tipična vrsta je polugrm Physacanthus inflatus C.B. Clarke, sinonim za Physacanthus batanganus.

## Opis
Polugrmovi.

## Vrste
1. Physacanthus batanganus (J.Braun & K.Schum.) Lindau
2. Physacanthus nematosiphon Rendle & Britten
3. Physacanthus talbotii S.Moore

## Sinonimi
- Haselhoffia Lindau; Nat. Pflanzenfam. [Engler & Prantl], Nachtr. 1: 305 (1897)